# Woropajiw
Woropajiw (ukrainisch Воропаїв, russisch Воропаев Woropajew) ist ein Dorf in der ukrainischen Oblast Kiew mit etwa 900 Einwohnern (2006).

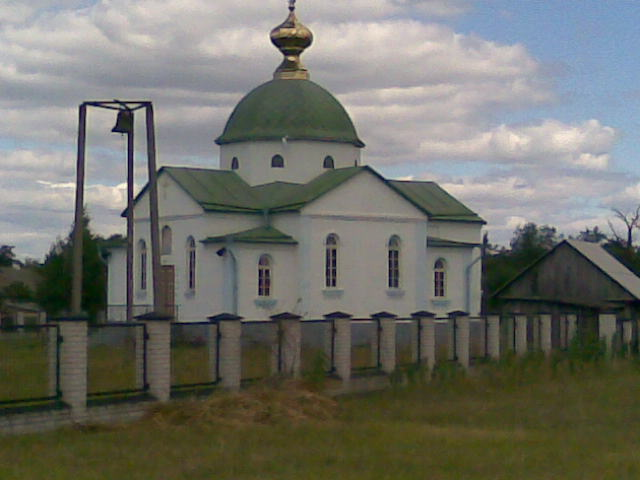
Orthodoxe Kirche in Woropajiw

Das im Jahre 1655 gegründete Dorf liegt an der Regionalstraße P–69 am Ufer der Desna im Osten des Rajon Wyschhorod 31 km nordöstlich vom Rajonzentrum Wyschhorod und etwa 50 km nordöstlich von Kiew. Das Dorf Pirnowe befindet sich 3 km südlich und das Dorf Schukyn 6 km nördlich vom Dorf. 
Am 12. Juni 2020 wurde das Dorf ein Teil der neugegründeten Landgemeinde Pirnowe, bis dahin bildete es die gleichnamige Landratsgemeinde Woropajiw (Воропаївська сільська рада/Woropajiwska silska rada) im Osten des Rajons Wyschhorod.

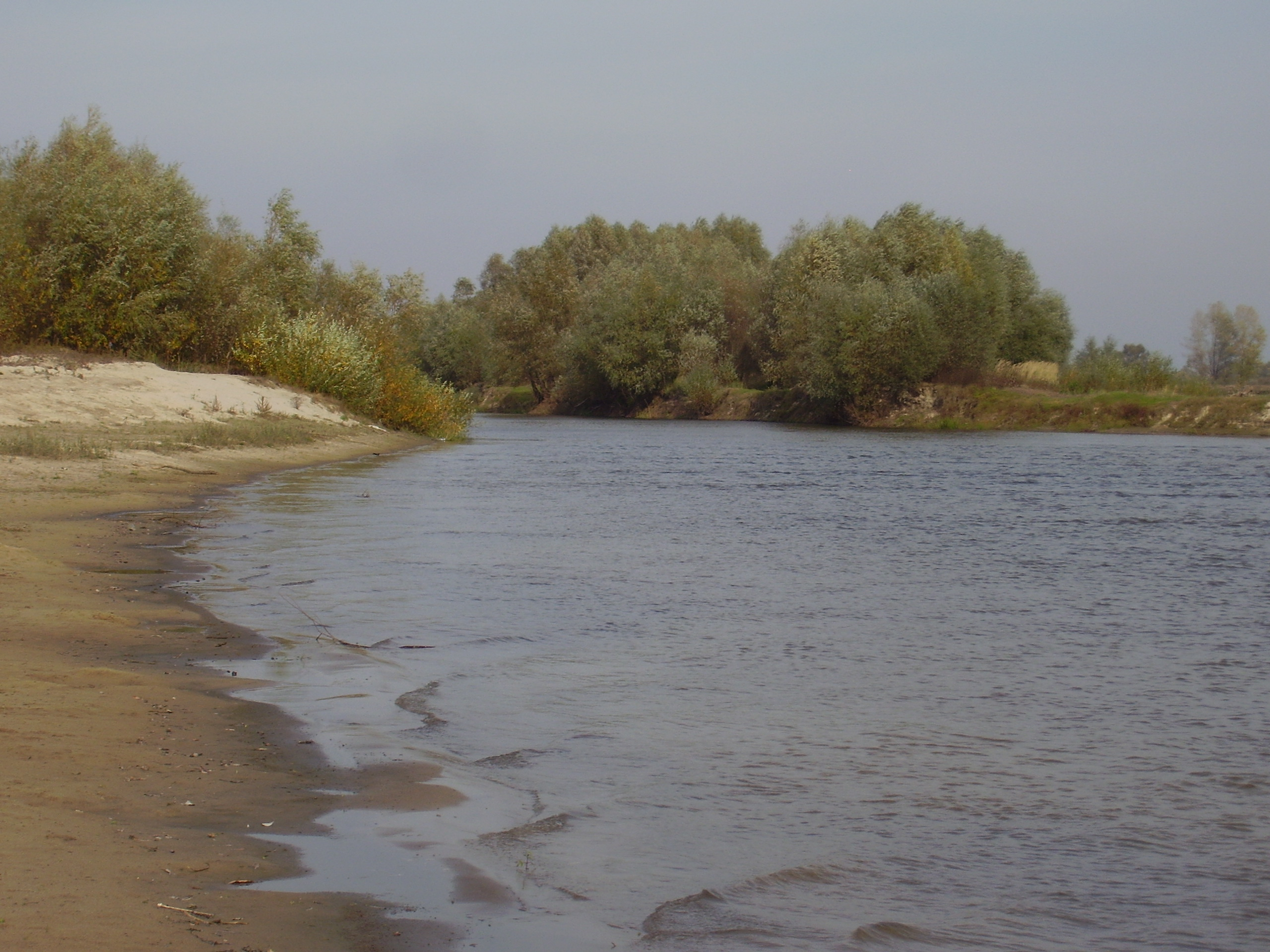
Herbstaue der Desna in der Nähe des Dorfes, 2019
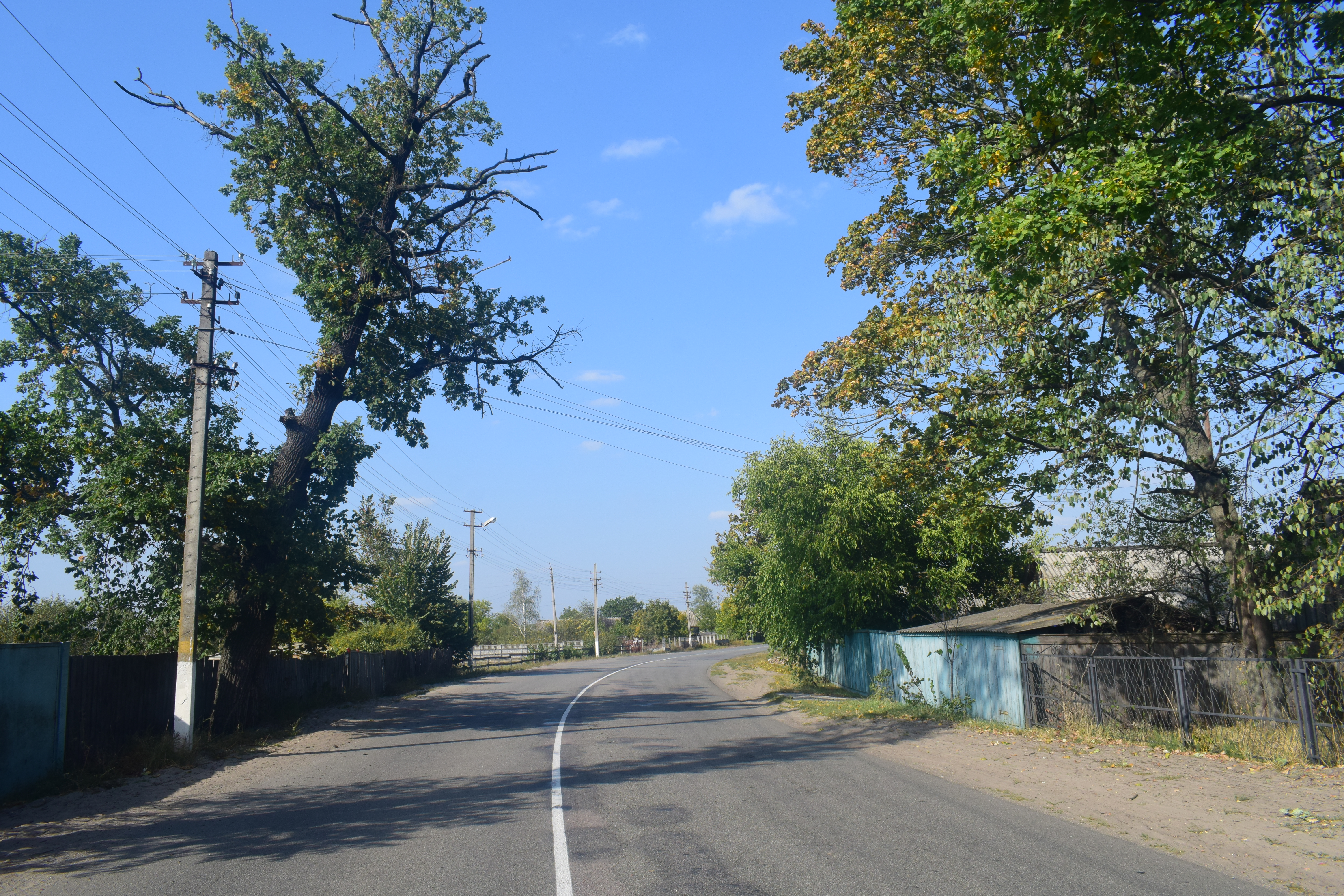
Straße Kiew in der Nähe des Friedhofs
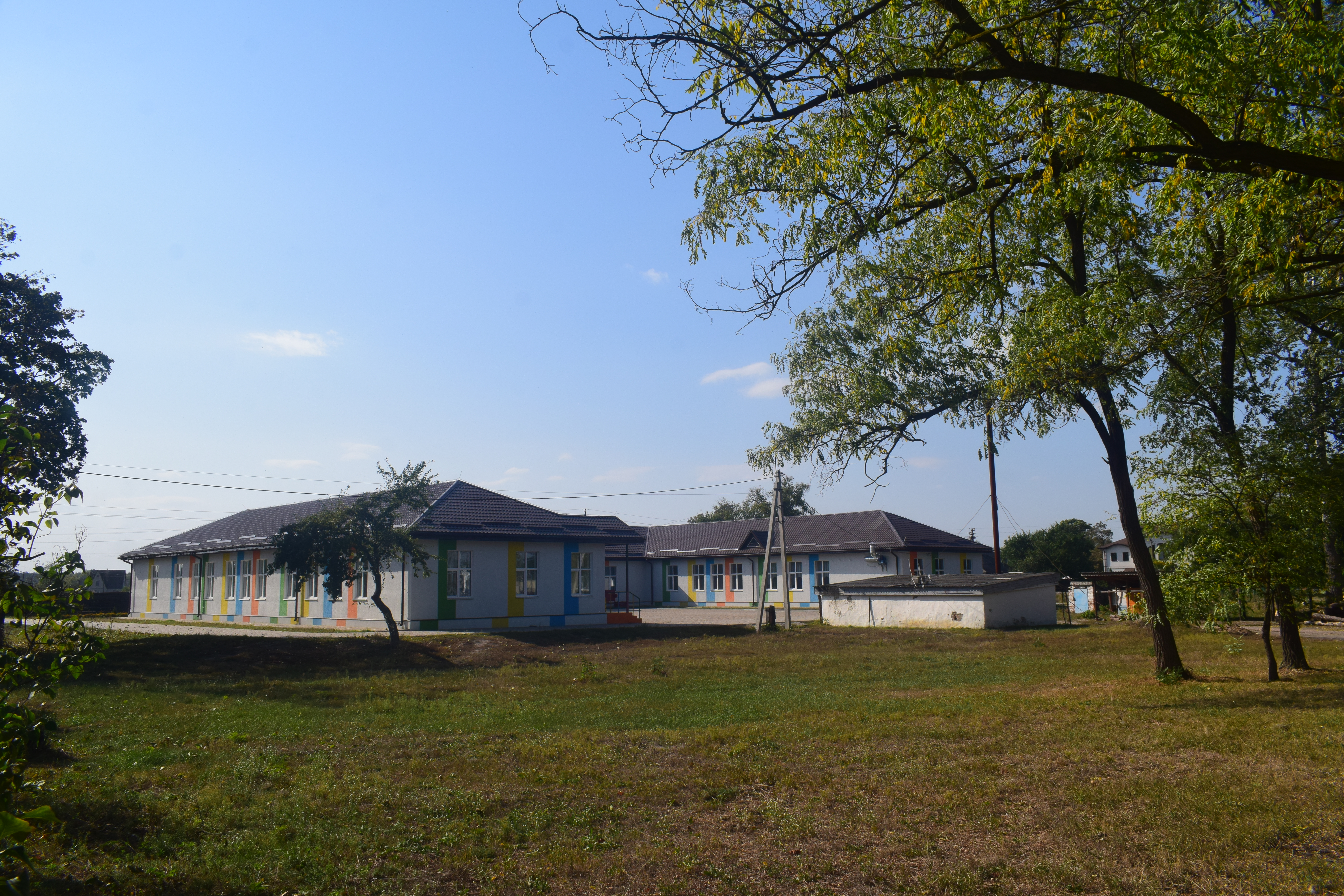
Schule. Ansicht von hinten
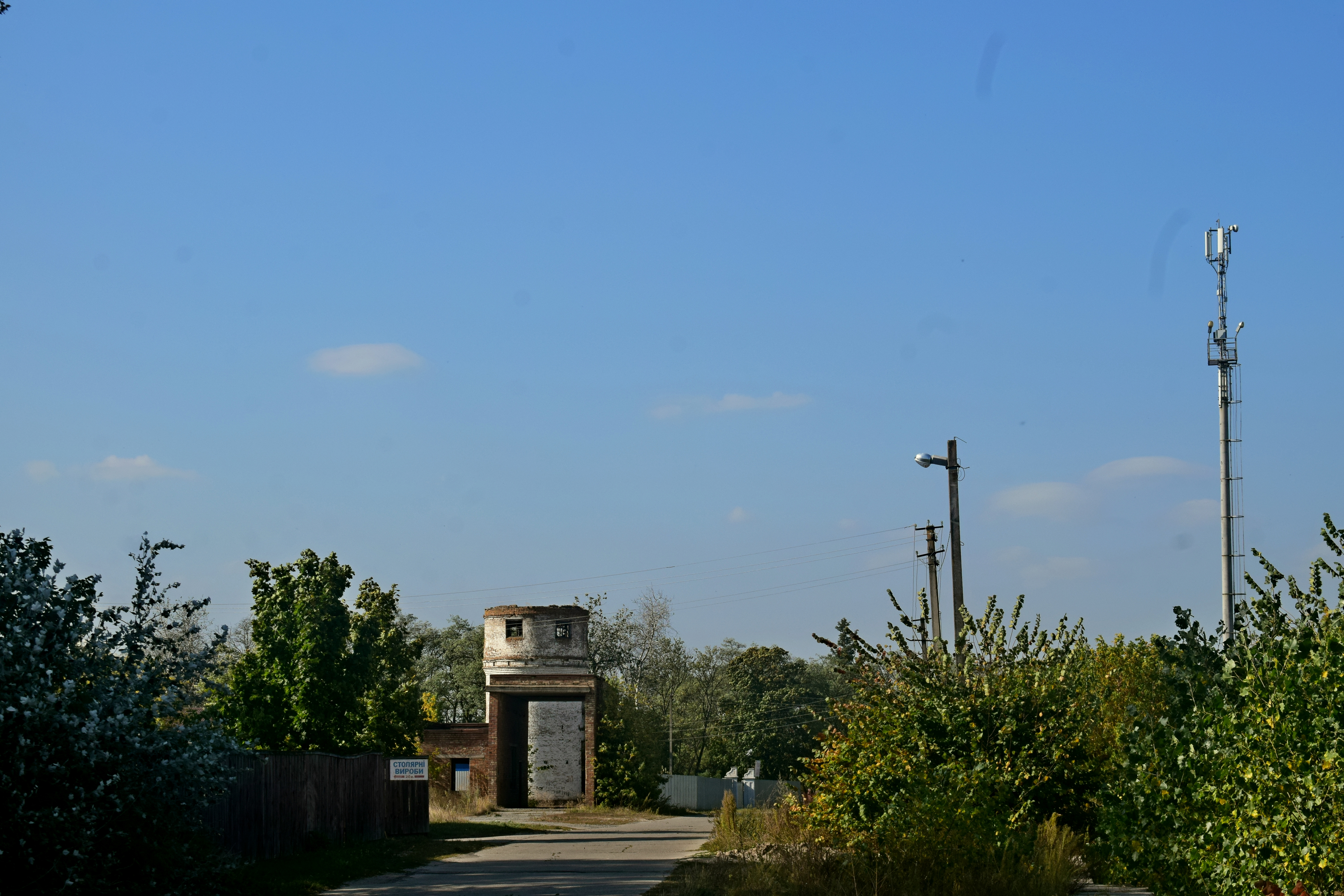
Aufgegebenes Unternehmen
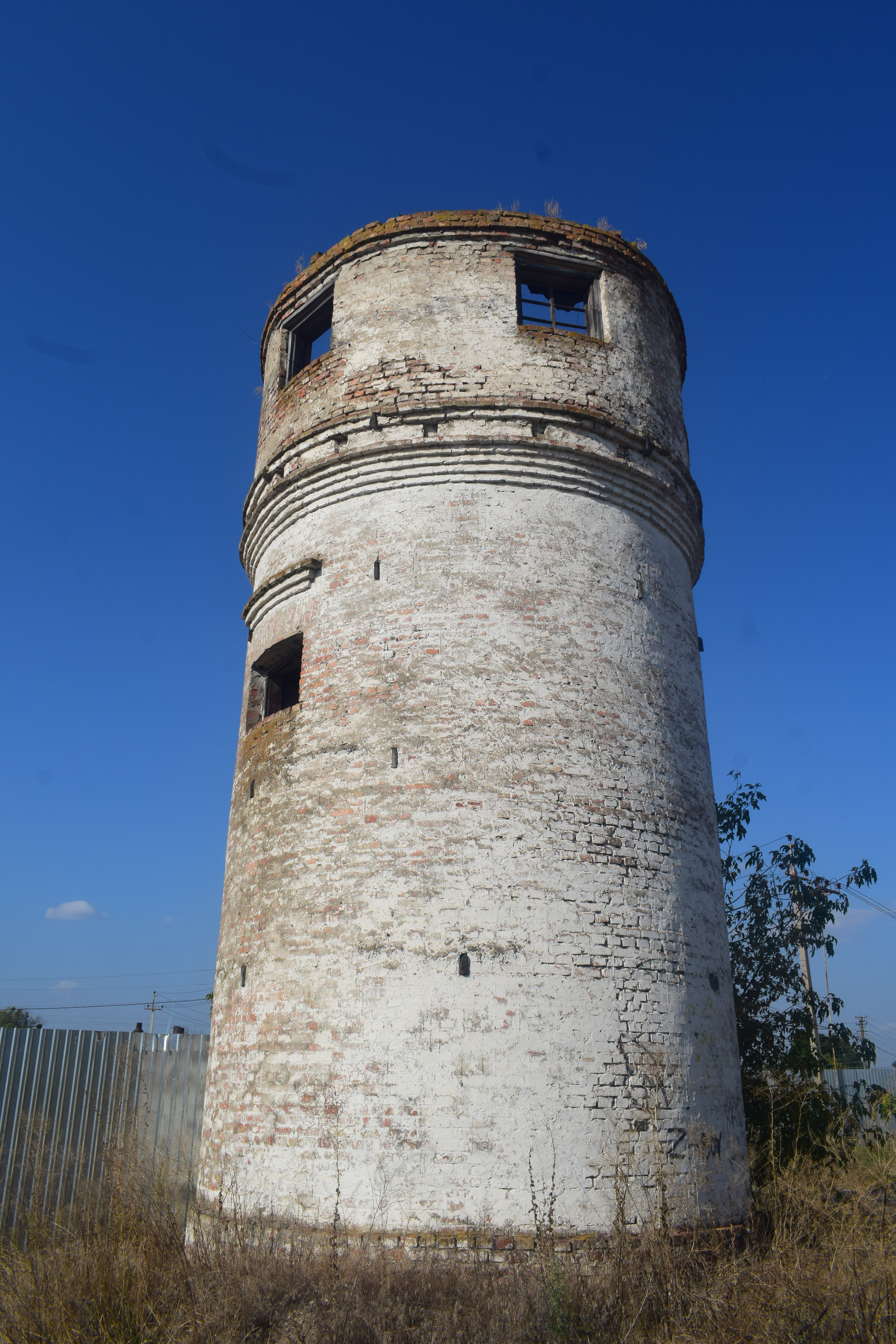
Wasserturm